# Nerpio
Nerpio est une commune d'Espagne de la province d'Albacete dans la communauté autonome de Castille-La Manche.

## Géographie
La commune possède les hameaux ou districts ruraux suivants : Beg, Los Belmontes, Cañadas, Casa de la Cabeza, Cortijo del Herrero, La Dehesa, Los Chorretites de Abajo, Jutia, Los Morenos, Pedro Andrés, Tobarico et Yetas de Abajo.

## Démographie

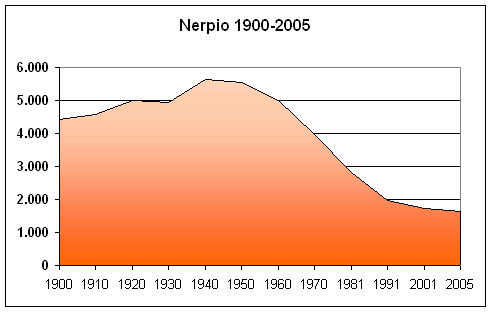
Évolution démographique de Nerpio, 1900-2005

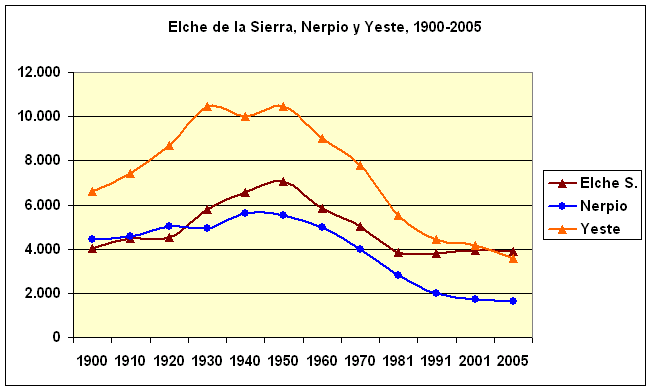
Évolution démographique comparée de Nerpio (en bleu), Yeste et Elche de la Sierra

| 1900  | 1910  | 1920  | 1930  | 1940  | 1950  | 1960  | 1970  | 1981  | 1991  | 1996  | 2001  | 2005  |
| ----- | ----- | ----- | ----- | ----- | ----- | ----- | ----- | ----- | ----- | ----- | ----- | ----- |
| 4.420 | 4.573 | 5.012 | 4.930 | 5.631 | 5.538 | 4.997 | 3.971 | 2.829 | 1.972 | 1.928 | 1.728 | 1.639 |

## Administration
| Période                                  | Période | Identité | Étiquette | Qualité |
| ---------------------------------------- | ------- | -------- | --------- | ------- |
|                                          |         |          |           |         |
| Les données manquantes sont à compléter. |         |          |           |         |

### Jumelage
- Montagnac (France)

## Culture

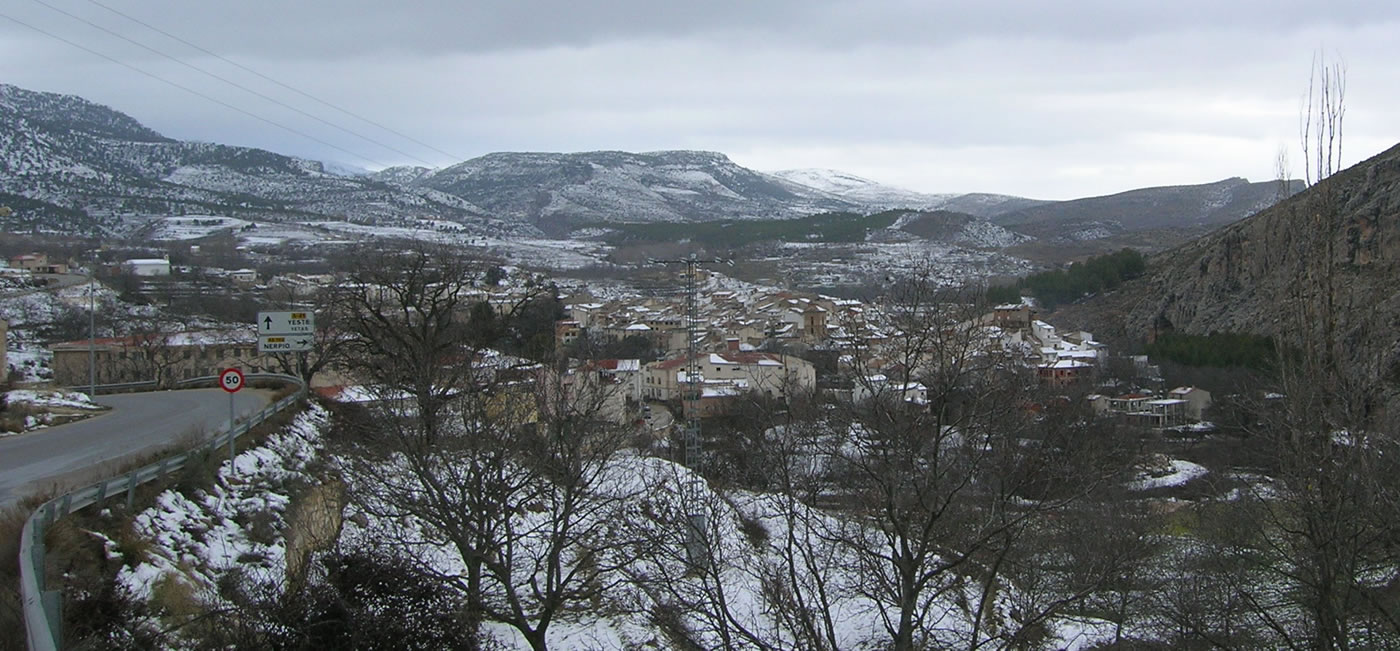
Vue générale
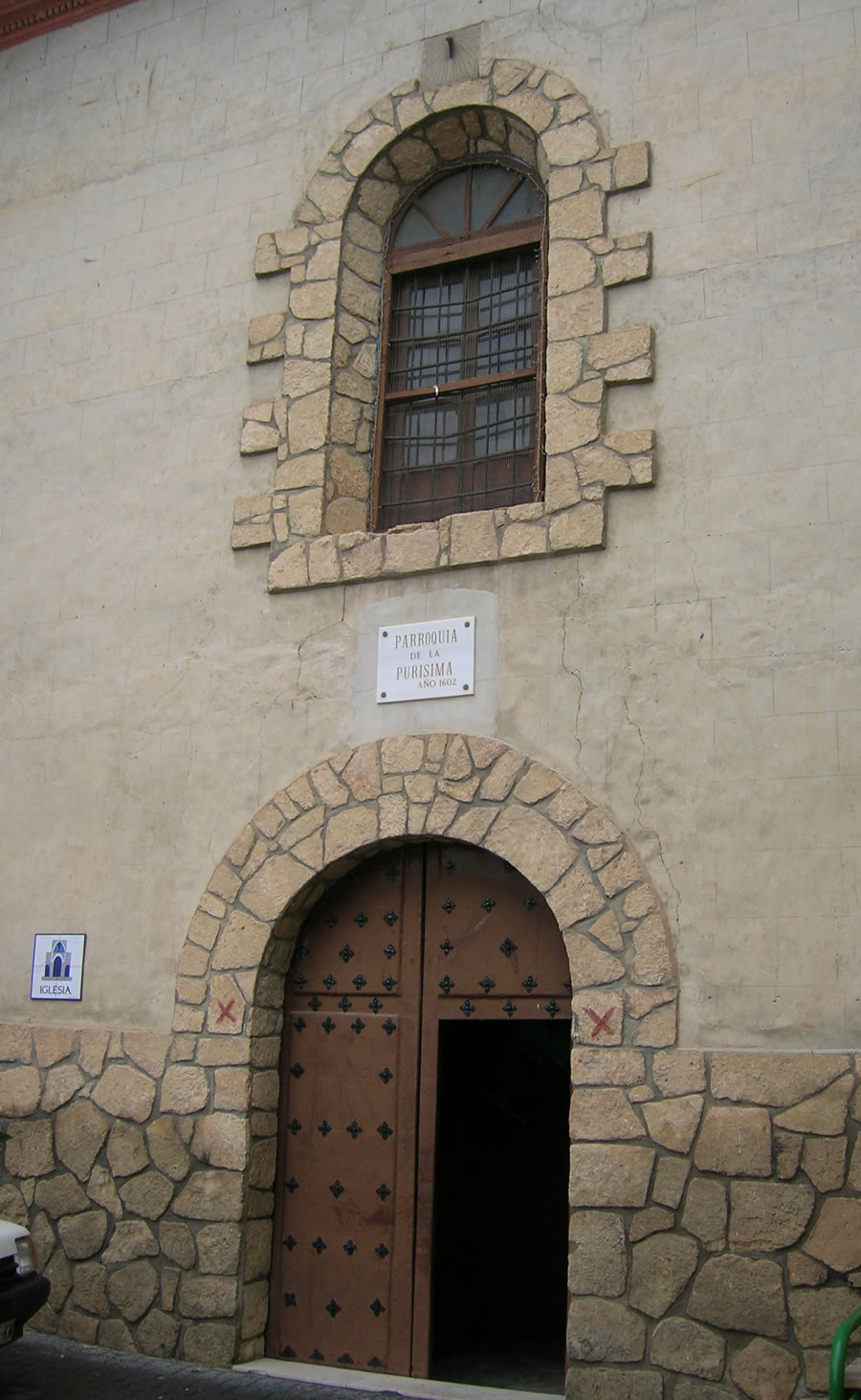
Paroisse de la Purísima (1602)
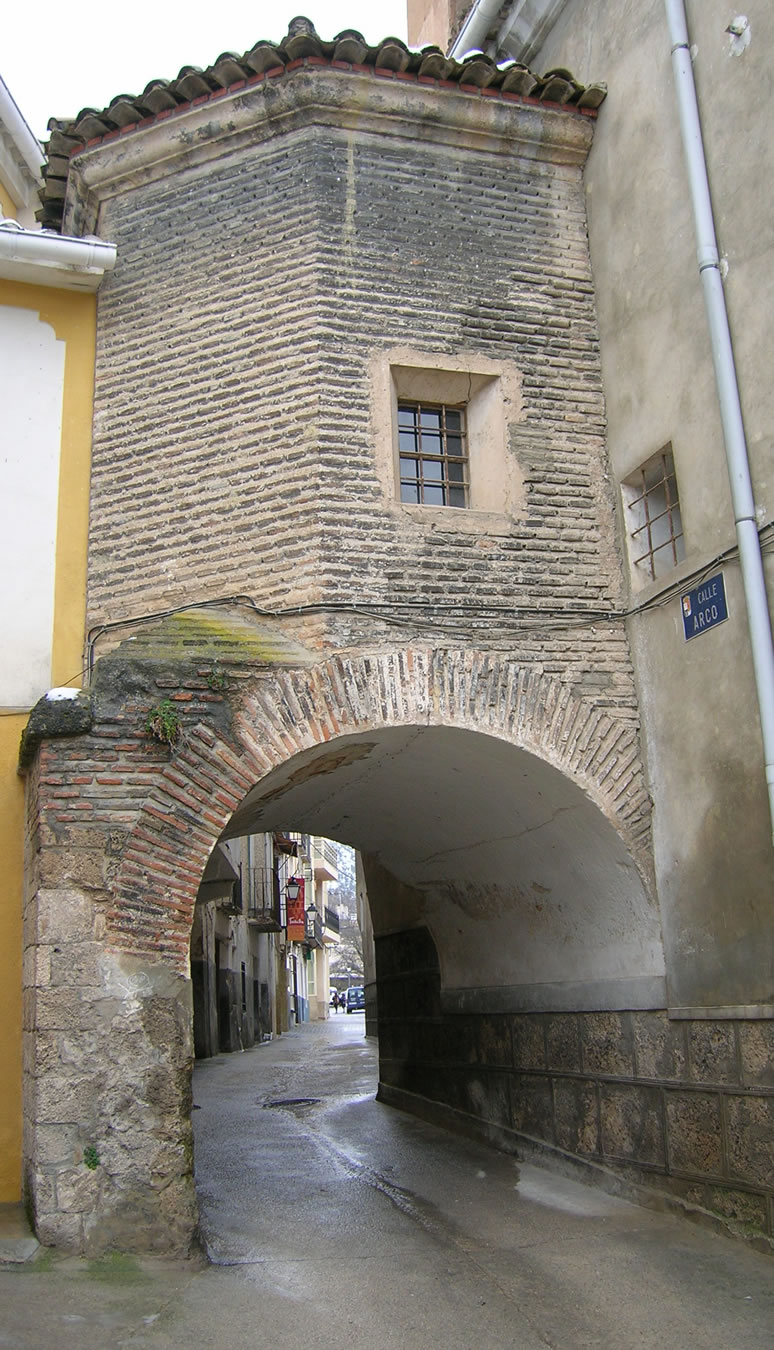
Calle del Arco